# Cinnyricinclus
Cinnyricinclus je málo početný rod ptáků z podčeledi Struninae, tedy z čeledi špačkovitých. Stejně jako pro rod Lamprotornis se v češtině pro rod Cinnyricinclus používá rodový název leskoptev. Tito jsou často chováni v zajetí jako okrasní. Vyskytují se na zalesněných plochách v subsaharské Africe. Na rozdíl od leskoptví z rodu Lamprotornis nejsou tak výrazné svým zbarvením. Nejznámějším zástupcem je leskoptev bělobřichá, která je běžně chována i v Česku jako okrasný pták.
Jsou to všežravci živící se malým hmyzem i bobulemi.

## Druhy
- leskoptev bělobřichá (Cinnyricinclus leucogaster)
- leskoptev keňská (Cinnyricinclus femoralis)
- leskoptev korunová (Cinnyricinclus sharpii)